# Namoungou
Namoungou är en ort i Burkina Faso.   Den ligger i regionen Est, i den östra delen av landet, 240 km öster om huvudstaden Ouagadougou. Namoungou ligger 272 meter över havet och antalet invånare är 497.
Terrängen runt Namoungou är platt. Runt Namoungou är det ganska glesbefolkat, med 32 invånare per kvadratkilometer.. Det finns inga andra samhällen i närheten.
Omgivningarna runt Namoungou är en mosaik av jordbruksmark och naturlig växtlighet.